# Aspidolasius branicki
Aspidolasius branicki là một loài nhện trong họ Araneidae.
Loài này thuộc chi Aspidolasius. Aspidolasius branicki được Władysław Taczanowski miêu tả năm 1879.